# Philagra recta
Philagra recta är en insektsart som beskrevs av Jacobi 1921. Philagra recta ingår i släktet Philagra och familjen spottstritar. Inga underarter finns listade i Catalogue of Life.